# 8930 Кубота
8930 Кубота (8930 Kubota) — астероїд головного поясу, відкритий 6 січня 1997 року.
Тіссеранів параметр щодо Юпітера — 3,628.